# Amal Ayouch
Amal Ayouch é uma atriz marroquina. Desde o final dos anos 90, ela se apresenta em francês, tanto no palco quanto no cinema. Em janeiro de 2015, ela foi homenageada com um prêmio no African Women's Film Festival, em Brazavile. Desempenhou um papel de liderança na Living Arts Foundation of Morocco.

## Biografia
Ayouch nasceu em Casablanca em 1966, demonstrou interesse em atuar desde tenra idade, atuando no palco de sua escola. Quando ela tinha 18 anos, chegou a Montpellier, onde estudou para ser farmacêutica. Enquanto estava na universidade, em 1987, ingressou em um grupo de teatro vinculado ao departamento de literatura francês.
Ela iniciou sua carreira no cinema graças a outro farmacêutico, Hassan Benjelloun, que lhe deu uma parte importante em Les Amis d'hier (1998). Logo depois, Hakim Noury a convidou para estrelar Destin de Femme junto com Rachid El Ouali. Ayouch interpretar uma mulher que se recusou a se submeter a um marido difícil.

## Filmografia

### Cinema
| Ano  | Título                      | Diretor                         | Personagem   | Notas                               |
| ---- | --------------------------- | ------------------------------- | ------------ | ----------------------------------- |
| 2017 | Palestina                   | Julio Soto e Mohamed El Badaoui | Ismahan      | Produção espanhola de Ana Rodrigues |
| 2017 | Little Horror Movie         | Jérôme Cohen Olivar             | Mancherbreuk |                                     |
| 2016 | Riad de mes rêves           | Zineb Tamourt                   |              | curta                               |
| 2015 | Les larmes de Satan         | Hicham Jebbari                  | Meriem       |                                     |
| 2015 | Jérôme Cohen Olivar         | Soraya                          |              |                                     |
| 2014 | Sotto Voce                  | Kamal Kamal                     | Fatma        | [ 6 ]                               |
| 2013 | L'Anniversaire              | Latif Lahlou                    | Ghita        |                                     |
| 2012 | Derriere-les-portes-fermees | Ahd Bensouda                    | Najia        |                                     |
| 2012 | Le Retour du fils           | Ahmed Boulane                   | ela mesma    | cameo                               |
| 2011 | Rihanna                     | Mourad El Khaoudi               |              | curta                               |
| 2010 | Les ailes de l'amour        | Abdelhay Laraki                 | Hajja Hlima  |                                     |
| 2010 | Femmes en miroirs           | Saad Chraibi                    | tante Ghita  | [ 6 ]                               |
| 2009 | Entropya                    | Yassine Marroccu                |              | curta                               |
| 2008 | La Française                | Souad El Bouhati                | Mme Laktani  |                                     |
| 2008 | Kandisha                    | Jérôme Cohen Olivar             | Dr Maliki    |                                     |
| 2007 | Les Anges de Satan          | Ahmed Boulane                   |              |                                     |
| 2006 | Une gazelle dans le vent    | Mohamed Hassini                 |              |                                     |
| 2006 | Le jeu de l'amour           | Driss Chouika                   |              |                                     |
| 2005 | La danse du foetus          | Mohamed Mouftakir               |              | curta                               |
| 2004 | L'ascenseur                 | Selma Bargach                   |              | curta                               |
| 2004 | Good bye Khadija            | Kamal Belghmi                   |              | curta                               |
| 2004 | Tabite or not Tabite        | Nabyl Lahlou                    | Farida Fatmi |                                     |
| 2004 | La mer                      | Rachida Saadi                   |              | curta                               |
| 2004 | Sang d'encre                | Layla Triqui                    |              | curta                               |
| 2002 | Casablanca Casablanca       | Farida Belyazid                 | Amina        |                                     |
| 2001 | Les années de l'exil        | Nabyl Lahlou                    | Tamerdokht   |                                     |
| 2000 | Ali Zaoua                   | Nabil Ayouch                    |              | [ 6 ]                               |
| 2000 | Les lèvres du silence       | Hassan Benjelloun               |              |                                     |
| 1999 | Histoire d'une rose         | Majid Rchich                    |              |                                     |
| 1998 | Destin de femme             | Hakim Noury                     | Saida        | [ 6 ] [ 7 ]                         |
| 1997 | Les amis d'hier             | Hassan Benjelloun               |              |                                     |